# Monoscopio

Un esempio di test card

Il monoscopio è un'immagine televisiva fissa prodotta allo scopo di verificare la qualità delle trasmissioni e delle apparecchiature televisive. Può essere prodotta da un particolare tubo elettronico oppure generata elettronicamente.
La test card o test pattern indica invece un'immagine generata elettronicamente, nonostante possa riferirsi anche alle immagini ottenute dal tubo elettronico.

## Storia
Il nome monoscopio deriva da un apparecchio elettronico detto anch'esso monoscopio (dal greco antico μόνος?, mónos, "uno, unico" e σκοπέω, skopéō, "osservo").
Da principio si usava a questo scopo una lastra in alluminio con un'immagine stampata in grafite. In alternativa il monoscopio poteva essere ottenuto inquadrando con una telecamera dei cartelli ben illuminati, in passato disegnati a mano.
Successivamente l'immagine così ottenuta venne sostituita da immagini create con strumenti detti generatori video, di solito accompagnate da un audio costituito da una nota fissa a 400 Hz o 1 kHz, oppure da un segnale di identificazione per i segnali stereo.
Oggi il monoscopio più frequentemente usato per segnalare che l'emittente su cui si è sintonizzati non sta trasmettendo programmi è costituito da otto barre verticali colorate, chiamate barre colore.

### In Italia
In Italia, la Rai trasmetteva alternativamente i propri monoscopi (personalizzati con numeri che indicavano il canale e il centro trasmittente di riferimento per ogni zona) e il segnale di portante quando non erano in onda i programmi regolari. I monoscopi erano accompagnati solitamente da un tono continuo, che negli ultimi 14 minuti prima dell'inizio dei programmi veniva sostituito da selezioni musicali raccolte per l'occasione. Nel corso del tempo, lo spazio previsto per i monoscopi fu talvolta occupato da prove tecniche (ad esempio, quelle delle trasmissioni a colori in standard PAL e SECAM negli anni '60) e, dal 1982, soprattutto in orario mattutino, dal rullo sperimentale delle pagine del Televideo. Il monoscopio è poi scomparso nel 1992, periodo in cui la Rai cominciò a trasmettere 24 ore su 24, salvo per le "prove tecniche" eseguite una volta al mese, continuate fino al 2012.

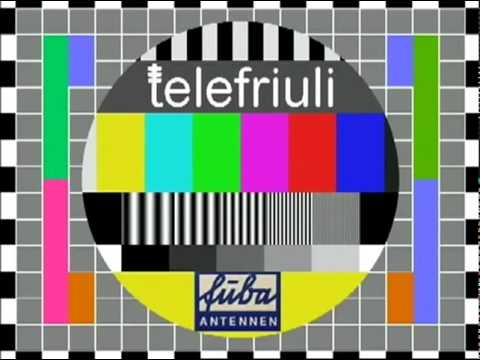
Il monoscopio di Telefriuli (anni '80)

Anche sulle prime reti televisive private la programmazione non copriva l'intera giornata e ciascuna emittente possedeva un'immagine fissa e un suono continuo da trasmettere nel periodo in cui non venivano messi in onda programmi, ovvero durante la notte. Oltre agli elementi grafici utili per i tecnici, questi monoscopi contenevano il logo dell'emittente e altre informazioni sul canale impiegato. Anche le immagini fisse contenenti solo il logo dell'emittente, non adatte alle misure tecniche, o solamente le barre del colore (con eventuale nome dell'emittente) vennero chiamate meno propriamente monoscopio.
A partire dagli anni novanta, i monoscopi sulle TV locali vennero soppiantati dai "rulli notturni", ossia delle presentazioni ripetute del palinsesto del giorno, come già facevano sin dall'inizio Canale 5, Italia 1 e Rete 4.

Ad oggi esistono ancora alcune emittenti locali e nazionali che non offrono programmi regolari di notte, ma al posto del monoscopio trasmettono ripetizioni di altre emittenti oppure grafiche dinamiche di vario tipo contenenti avvisi, dediche e pubblicità.

Il monoscopio RAI ai tempi del bianco e nero

Il monoscopio veniva utilizzato anche nei primi anni di vita della televisione, per generare le immagini di prova, e può essere impiegato anche per la calibrazione dei televisori, ad esempio per regolare in modo ottimale luminosità, contrasto, saturazione e sintonia e verificare la corretta ricezione dei segnali trasmessi.

## Struttura

Monoscopio Philips PM5544

Nel corso degli anni sono stati elaborati ed utilizzati vari tipi di monoscopio. Ogni parte dell'immagine che costituisce un monoscopio consente di eseguire un test ben determinato.
Uno dei più conosciuti ed utilizzati è il Philips tipo PM5544, di impiego molto comune in Europa. Di seguito sono elencate le caratteristiche principali:
- La merlatura sul bordo corrisponde alla zona al di fuori del 90% dell'immagine, detta anche extracampo. In linea di massima, su un monitor LCD questa zona non dovrebbe essere visibile anche se questo varia da costruttore a costruttore. Nel caso la merlatura sia in parte visibile, può fare comunque da riferimento per la corretta centratura del monitor;
- Lo sfondo grigio del monoscopio corrisponde al livello video del 50%;
- Il reticolo bianco sullo sfondo è utile per controllare la geometria e la convergenza dei monitor. È utile anche per testare la risposta ai transienti;
- Le due barre verticali ai lati del reticolo sono composte solo da una sola delle due componenti di differenza cromatica, R-Y e B-Y. Se il demodulatore funziona correttamente, il segnale appare grigio senza nessuna dominante cromatica;
- Subito all'interno delle due barre laterali, sono presenti altre due barre di differenza cromatica, usati per verificare che la sottrazione del colore trasmesso rispetto al verde sia corretta.
- Il cerchio centrale corrisponde alla cosiddetta zona 1 del cinescopio, dove le misurazioni di precisione geometrica e dimensione dell'immagine sono più severe. All'interno del cerchio sono presenti altri segnali, e il cerchio stesso permette di verificare il corretto funzionamento dei circuiti di deflessione:
  - La barra nera superiore ha una durata di 10 µs e viene usata per il controllo della risposta alle basse frequenze; in TV la si usava per scrivere all'interno (totalmente o parzialmente) il nome dell'emittente. Per fare alcuni esempi, trovavamo scritto RAI 1, RAI 2, RAI 3 (dal 1993 tutto in lettere), oppure TELE (per Telemontecarlo), TV KOPER (per TV Koper-Capodistria) e simili.
  - La linea verticale sottile nel campo bianco, nota come spillo, serve per rilevare eventuali riflessioni nella ricezione del segnale analogico; la distanza di tali riflessioni si può calcolare in base al ritardo in microsecondi tra il segnale originale e quello riflesso.
  - L'onda quadra ha una frequenza di 250 kHz ed è modulata su un'ampiezza pari al 75% del livello del bianco. Serve per misurare la risposta video a questa frequenza;
  - Le barre colore sono barre UER usate per il controllo della ricezione dei colori;
  - Nella barra nera centrale è presente un reticolo bianco la cui linea orizzontale è costituita da due righe su due semiquadri e serve per la verifica del corretto interlacciamento. La croce centrale identifica inoltre il centro del riquadro televisivo. Le linee bianche verticali devono avere tutte lo stesso spessore e la stessa luminosità della linea orizzontale e possono essere usate per valutare la convergenza nei CRT o il clock nei display piatti.
  - La parte inferiore della croce è costituita da un segnale ultranero (-2% del livello video). Se è visibile una differenza con la barra nera centrale, la luminosità del cinescopio è troppo elevata;
  - Sotto la barra nera centrale è visibile uno schema di frequenze noto come multiburst, cinque aree a risoluzione crescente: 0,8 - 1,8 - 2,8 - 3,8 e 4,8 MHz. Questo segnale serve per testare la banda passante del monitor. Un segnale PAL composito mostrerà fenomeni di intermodulazione nella frequenza più elevata, e un normale televisore taglierà probabilmente le frequenze sopra i 4 MHz;
  - La scala dei grigi inferiore presenta valori crescenti dallo 0 al 100% a intervalli del 20% del livello video e serve per la verifica della linearità del cinescopio;
  - La barra nera inferiore serve di solito per inserire il nome dell'emittente oppure il luogo geografico da dove viene irradiato il segnale. Rai 3 ad esempio, durante la diffusione regionale, mostrava su questa barra il nome della regione oppure Telemontecarlo e TV Koper-Capodistria presentavano la scritta MONTECARLO e CAPODISTRIA. Le reti Rai presentavano il nome dell'emittente su questa barra inferiore nei primi anni di utilizzo del monoscopio a colori (questa variante poteva apparire di tanto in tanto anche negli anni ottanta alternandosi alla versione classica con il nome del canale sulla barra superiore oppure durante le brusche interruzioni dei collegamenti all'interno dei telegiornali). Sui monitor dei Tg Rai era possibile vedere il monoscopio Philips con la targa automobilistica della città da dove stava per prepararsi il collegamento (ad esempio BZ per Bolzano) sulla barra nera inferiore. Su quella superiore poteva esserci scritto RAI oppure niente. Ancora oggi, in caso di improvvisi collegamenti con la sede regionale da parte di Rai 3 per errore può apparire il monoscopio con il nome della regione su questa barra, ma senza nessuna scritta sulla barra superiore.
  - La barra inferiore, chiamata giallo-rosso-giallo serve per controllare il ritardo del gruppo di crominanza rispetto al gruppo di luminanza. Se il ritardo di gruppo è corretto, sarà visibile solo una riga sottile tra il giallo e il rosso, che sarà più ampia tanto maggiore è il ritardo.